# Elisabeth Bergner
Elisabeth Bergner, född Ettel den 22 augusti 1897 i Drohobycz, Österrike-Ungern (nuvarande Drohobytj, Ukraina), död den 12 maj 1986 i London, var en österrikisk-brittisk skådespelare.
Bergner scendebuterade 1919 i Zürich, och var en av Tysklands mest populära skådespelare på scen och film på 1920- och 1930-talen. Efter Adolf Hitlers maktövertagande lämnade hon Tyskland tillsammans med sin make, filmregissören Paul Czinner, och arbetade 1934–1949 i Storbritannien och USA. Bland hennes mest kända filmer är Övergiv mig icke (1935), som gav henne en Oscarsnominering, och Lilla kejsarinnan, båda regisserade av Czinner.
Efter andra världskriget hade hon en rad gästspel vid tyska scener och i tysk film.

## Filmografi (urval)
- 1924 – Nju - Eine unverstandene Frau
- 1929 – Fräulein Else
- 1934 – Lilla kejsarinnan (Catharine the Great)
- 1935 – Övergiv mig icke (Escape Me Never)
- 1936 – Som ni behagar